# Hamataliwa catenula
Hamataliwa catenula là một loài nhện trong họ Oxyopidae.
Loài này thuộc chi Hamataliwa. Hamataliwa catenula được Christa L. Deeleman-Reinhold miêu tả năm 2009.